# Chimindia, Hunedoara
Chimindia este un sat în comuna Hărău din județul Hunedoara, Transilvania, România.

## Istoric
Prima atestare documentară este din anul 1332: Kemend.

## Lăcașuri de cult

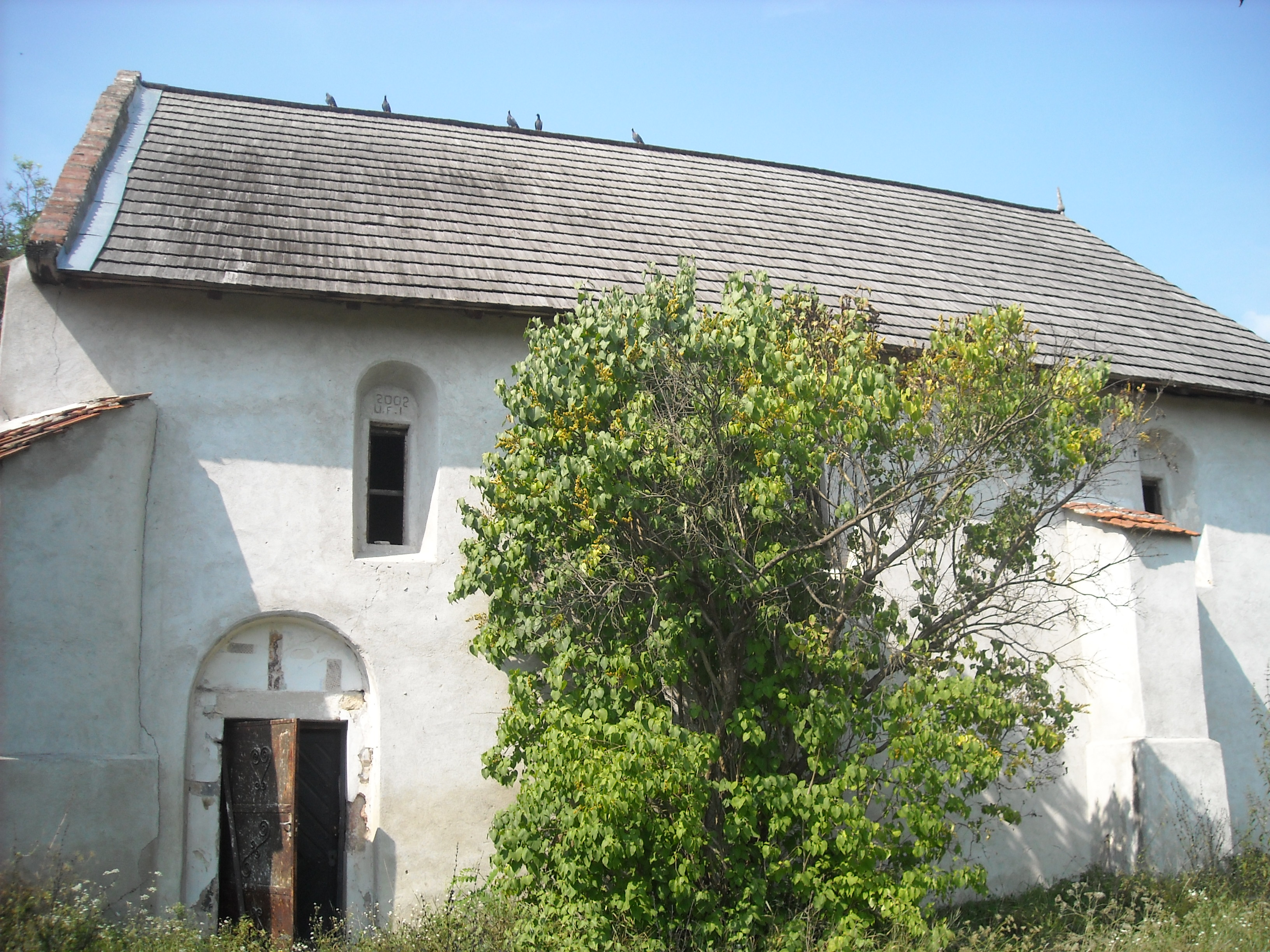
Biserica reformată din Chimindia

Cel mai vechi lăcaș de cult din localitate este cel reformat, ale cărui începuturi pot fi coborâte până în secolul al XIII-lea; au fost decapate de sub tencuială fresce cu prilejul renovării din anul 2002. Deasupra intrării este înscrisă data „an[n]o 1679”.

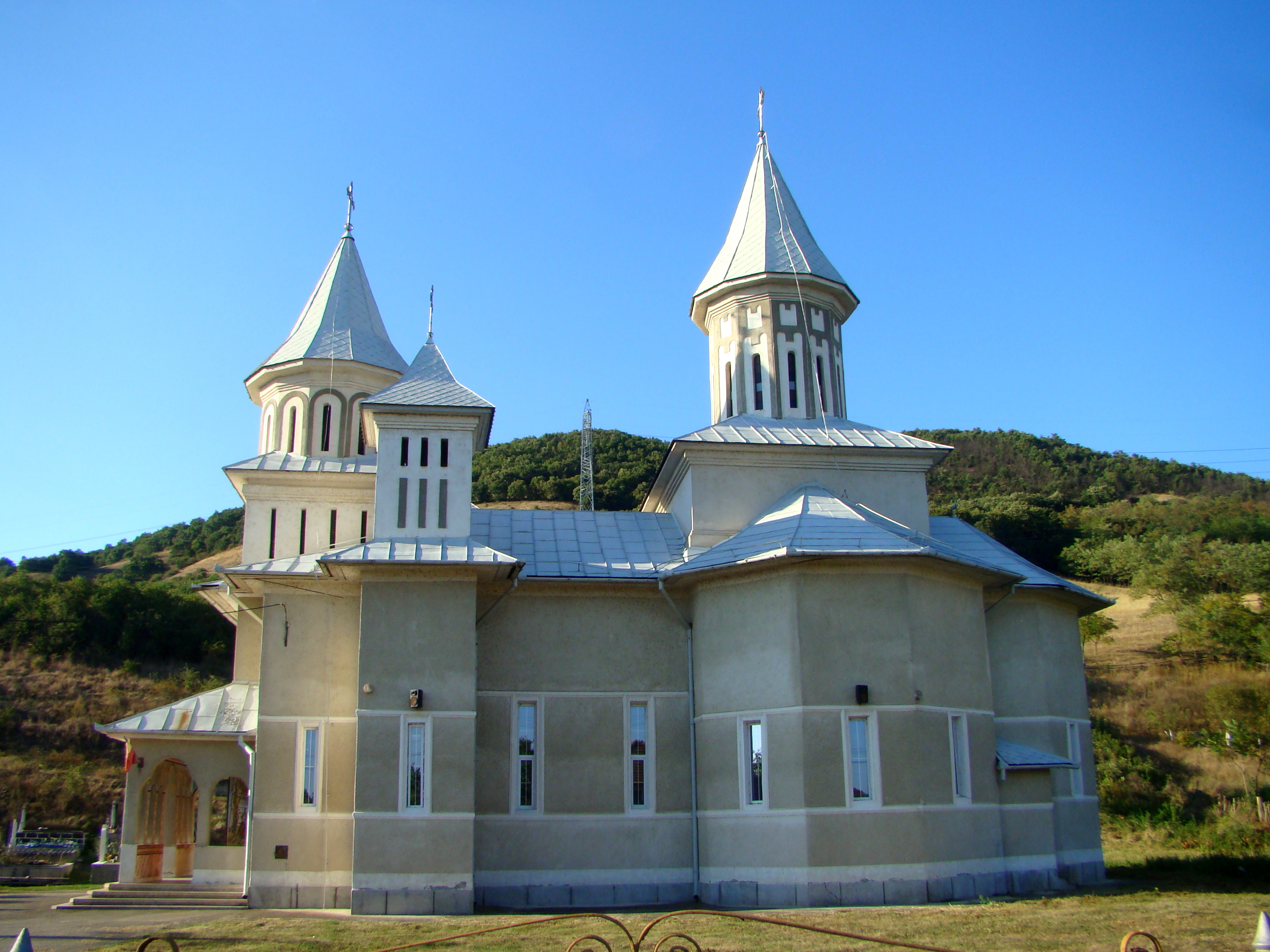
Biserica Adormirea Maicii Domnului din Chimindia

Este un edificiu de plan dreptunghiular, cu absida semicirculară nedecroșată, acoperit cu șiță; clopotnița a fost construită separat. Zidurile masive, din piatră și cărămidă, sunt consolidate prin trei contraforți.
Biserica ortodoxă nouă, cu hramul „Adormirea Maicii Domnului”, a fost construită între anii 1991 și 1995, după 
planurile arhitectului Valentin Anghel și ale ing. Ioan Dicoi, sub păstorirea preotului Petru Costa, fiind împodobită iconografic în perioada 1995-1998 de pictorul Gheorghe Chemeciu din Șoimuș.
Este un edificiu de plan triconc de mari dimensiuni, cu absidele pentagonale, supraînălțat printr-o turlă centrală decagonală, pe bază patrulateră. Deasupra unicei intrări apusene, precedată de un pridvor deschis de zid, se înalță o clopotniță zveltă, cu terminații decagonale, încadrată de două turnulețe patrulatere. La acoperirea lăcașului s-a folosit, în exclusivitate, tabla.

## Vezi și
- Biserica Cuvioasa Paraschiva din Chimindia

## Imagini

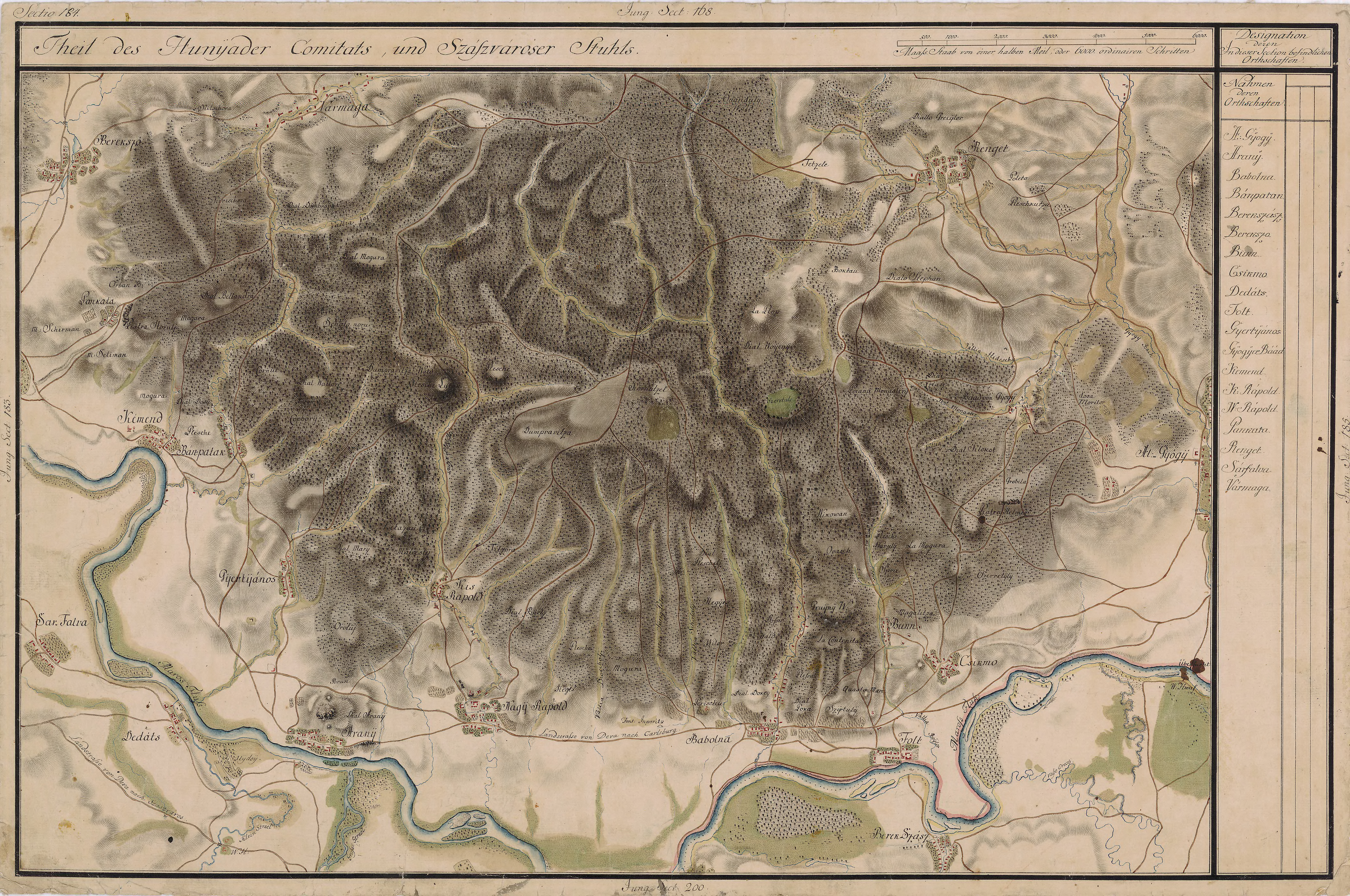
Chimindia în Harta Iosefină a Transilvaniei, 1769-1773
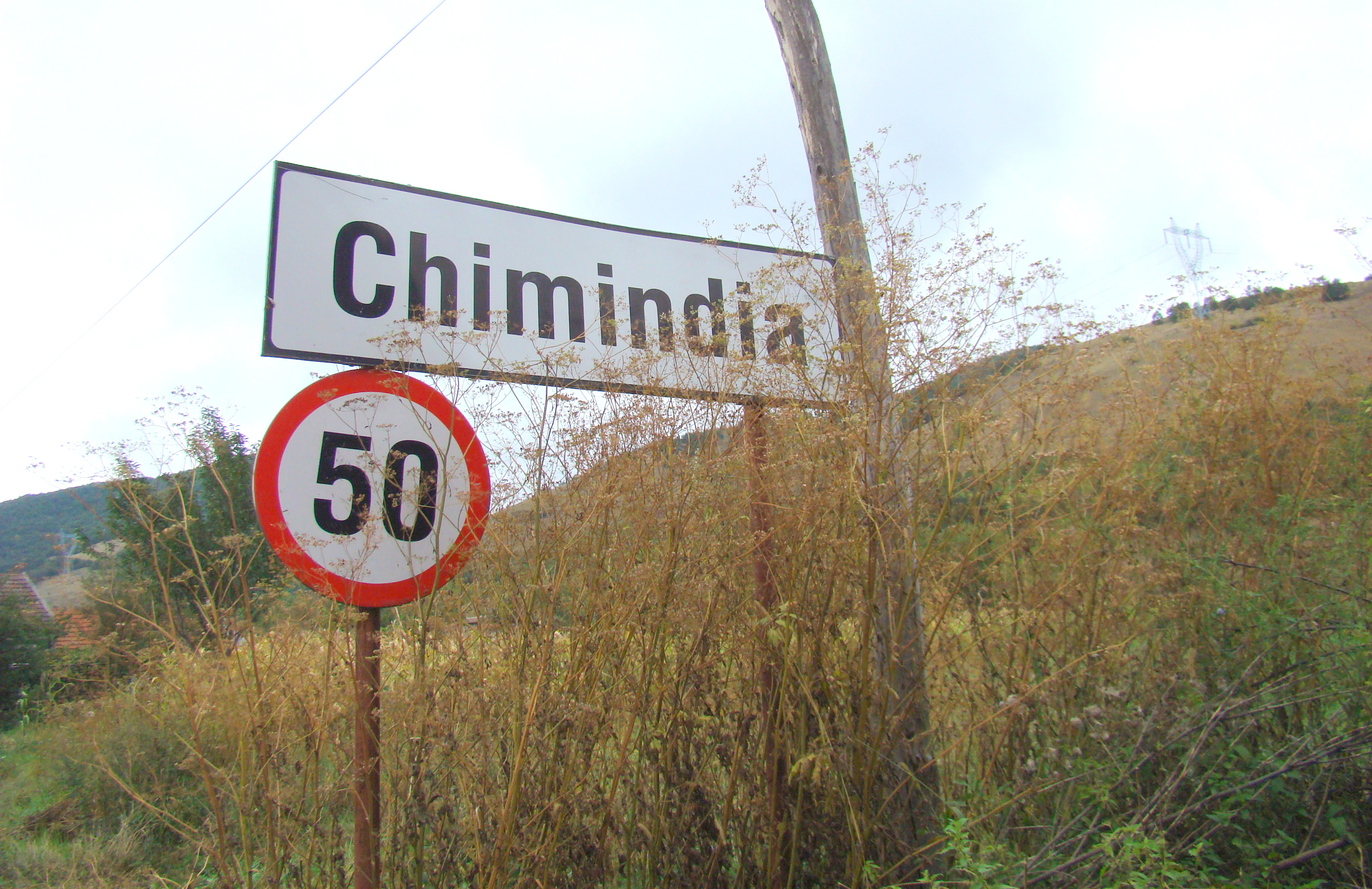
Intrarea în localitate
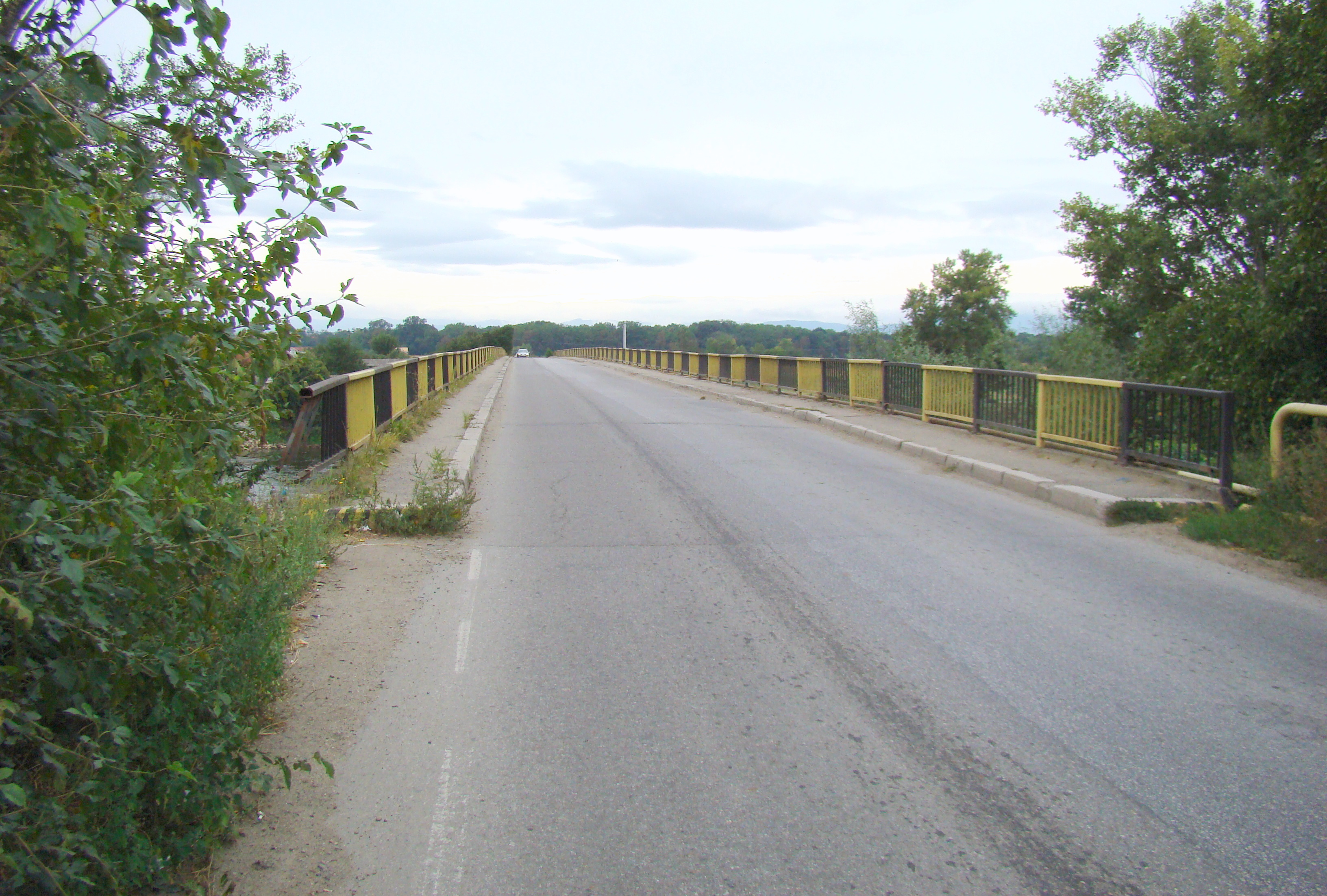
Podul peste râul Mureș
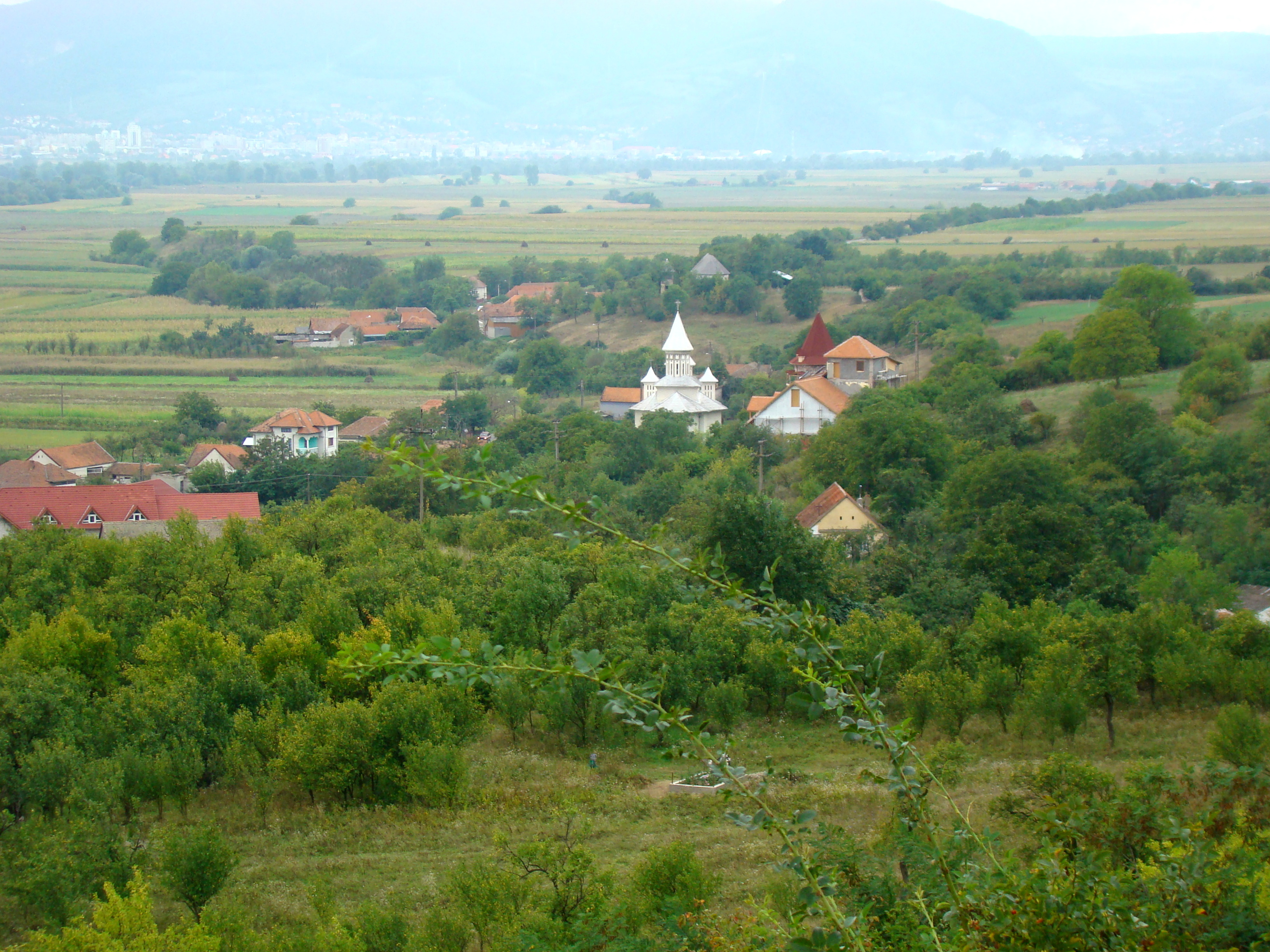
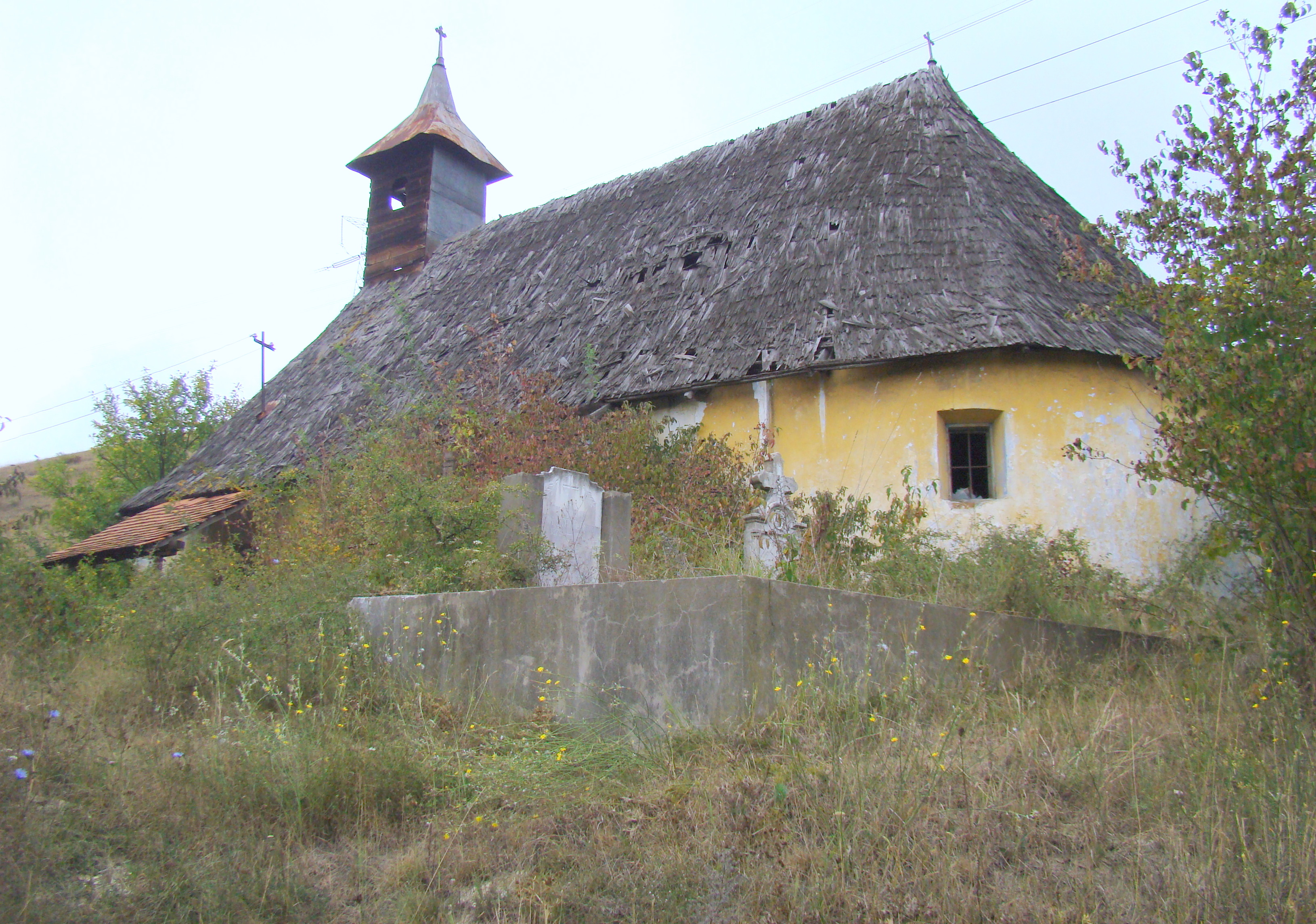
Biserica Cuvioasa Paraschiva din Chimindia
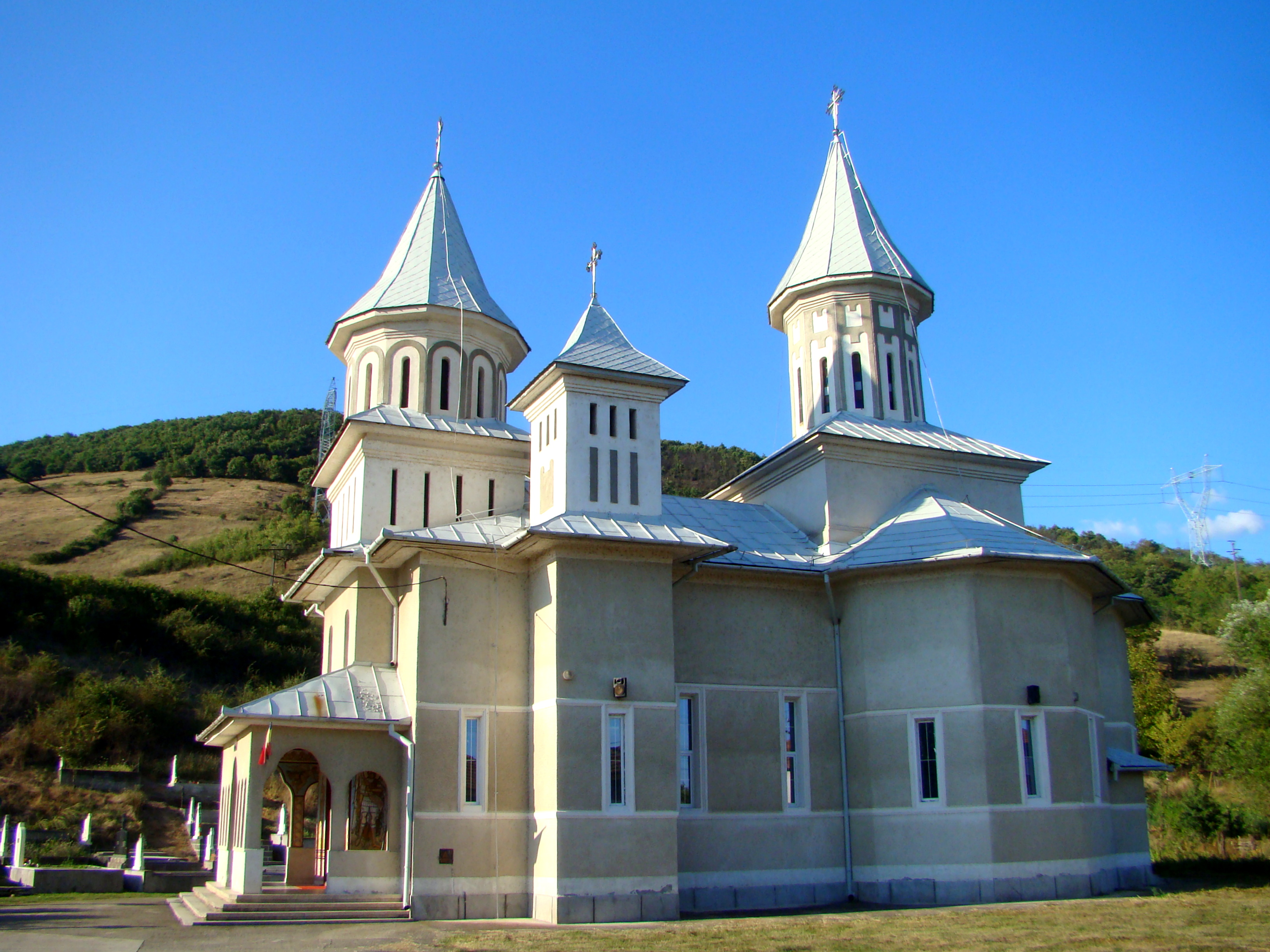
Biserica Adormirea Maicii Domnului din Chimindia (1991)
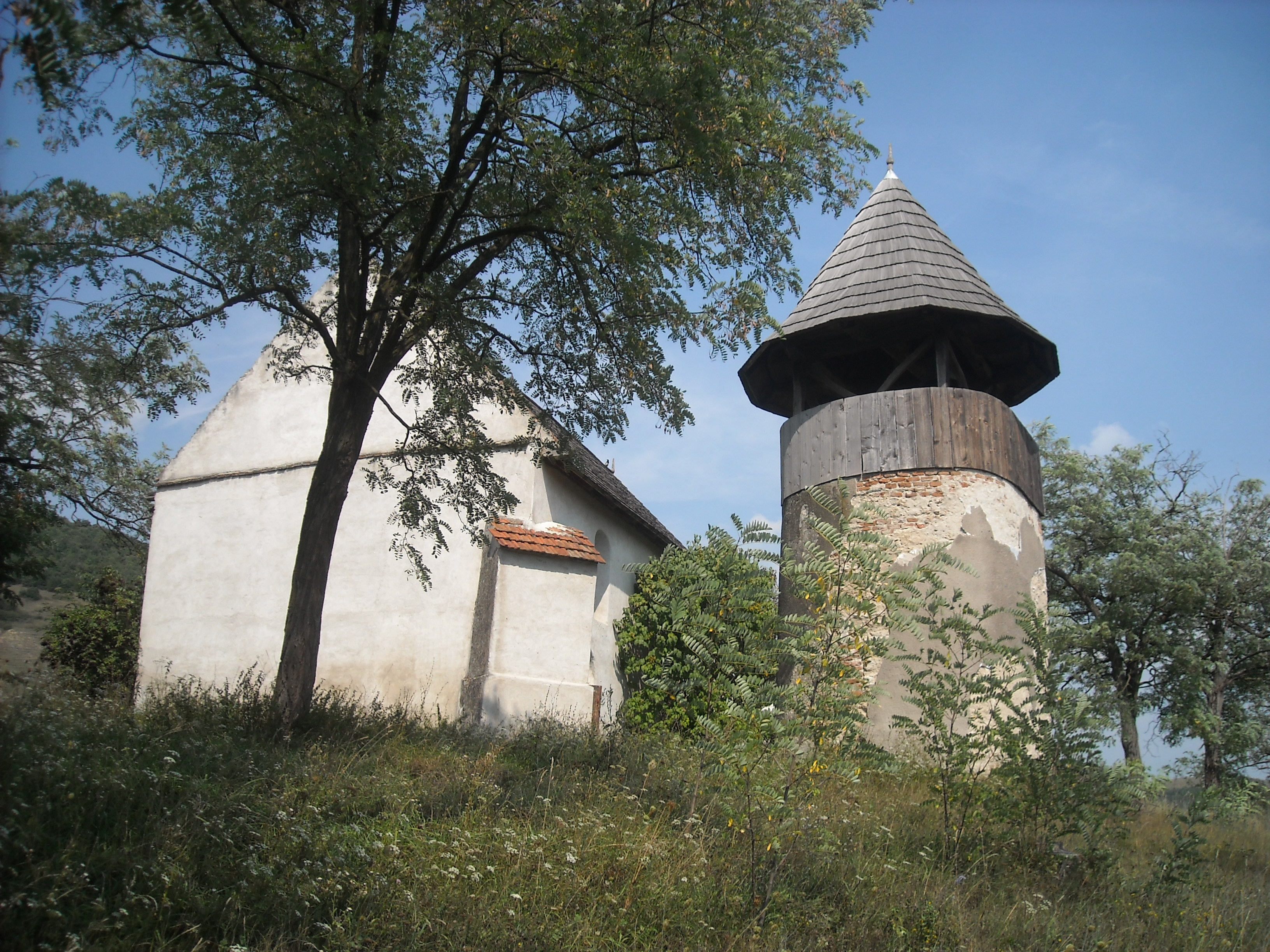
Biserica reformată din Chimindia (sec. XIII-XIV)
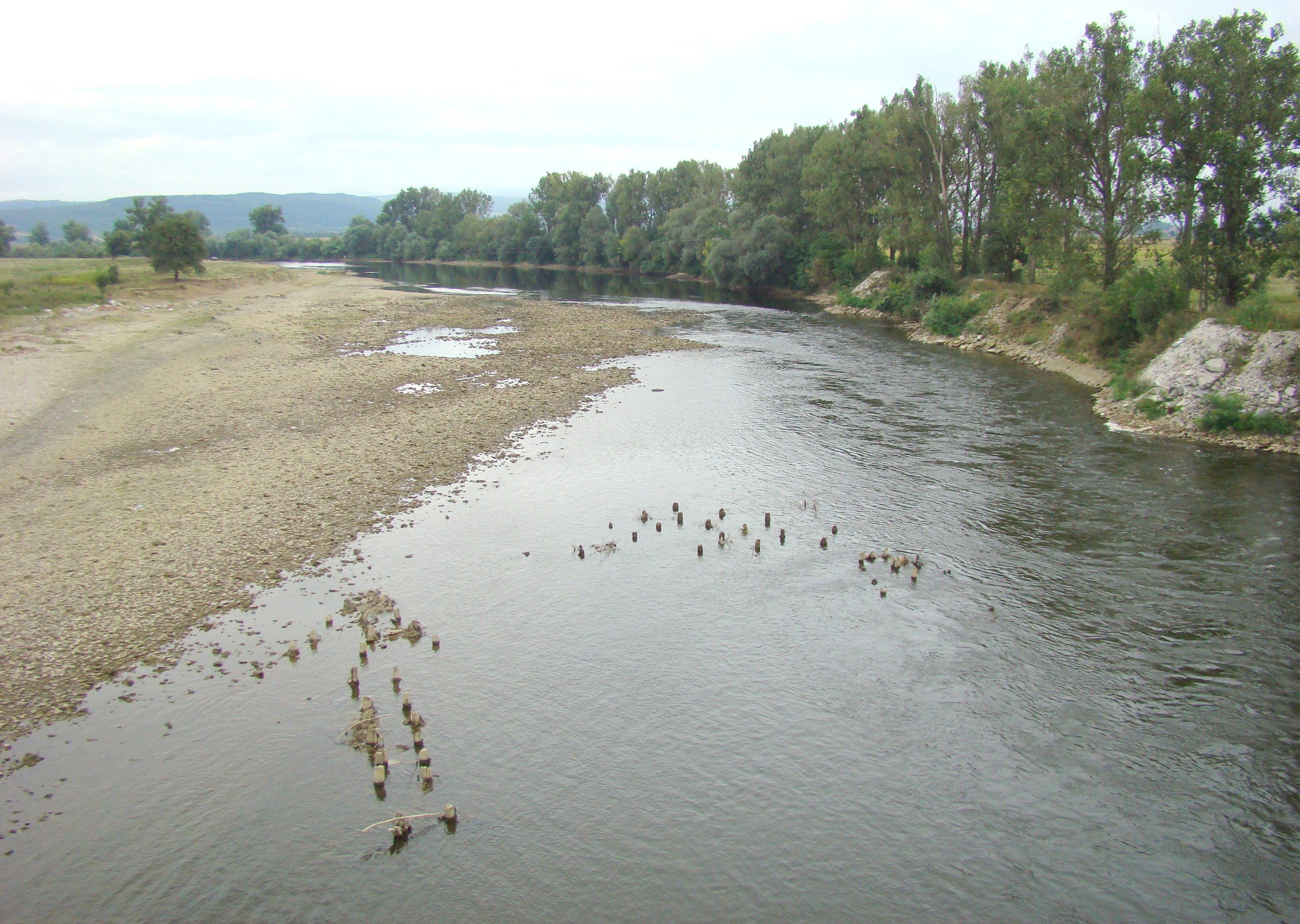
Râul Mureș la Chimindia